# Eric Sehn
Eric Sehn (* 16. November 1984 in Edmonton) ist ein kanadischer Wasserspringer. Er springt für den Verein Edmonton Kinsmen im Kunst- und Turmspringen und mit Kevin Geyson im 10-m-Synchronspringen. Trainiert wird er von Trevor Palmatier.
Sehn begann schon in jungen Jahren mit dem Wasserspringen. Während seines Studiums an der Texas A&M University sprang er für das Sportteam der Universität, den Aggies. Er errang bis zu seinem Studienabschluss im Jahr 2009 insgesamt elf Titel bei Big 12-Wettkämpfen und wurde damit zum erfolgreichsten Athleten der Aggies. Sehn erlebte bei der Weltmeisterschaft 2009 in Rom seine erste internationale Meisterschaft, vom 1-m-Brett erreichte er im Finale Rang sieben. Ein Jahr später gewann er auch seine erste internationale Medaille, bei den Commonwealth Games in Delhi errang er mit Geyson im 10-m-Synchronspringen Bronze. Er wurde zudem Vierter vom 3-m-rett, Sechster vom 10-m-Turm und Zehnter vom 1-m-Brett. Er erreichte bei der Weltmeisterschaft 2011 in Shanghai im Synchronwettbewerb vom Turm mit Geyson das Finale und wurde Achter. Das Duo gewann bei den Panamerikanischen Spielen in Guadalajara erneut Bronze. Sehn wurde zudem Sechster vom 3-m-Brett und mit Reuben Ross im 3-m-Synchronspringen.
Zwischen 2006 und 2011 gewann Sehn bislang acht nationale Meistertitel.